# Ich-Uul (distrikt i Dzavchan)
Ih-Uul (mongoliska: Их-Уул Сум, Ih-Uul Sum) är ett distrikt i Mongoliet.   Det ligger i provinsen Dzavchan, i den centrala delen av landet, 600 km väster om huvudstaden Ulaanbaatar.